# Hard-Boiled Wonderland und das Ende der Welt
Hard-boiled Wonderland und das Ende der Welt (japanisch 世界の終りとハードボイルド・ワンダーランド Sekai no owari to Hādoboirudo Wandārando) ist ein phantastischer dystopischer Science-Fiction Roman des japanischen Schriftstellers Haruki Murakami aus dem Jahr 1985. Er spielt zugleich in einem grotesk geschilderten Tokio der nahen Zukunft, genannt Hard-Boiled Wonderland, und in einer fantasyartigen Parallelwelt, dem Ende der Welt. Der Roman erschien 1995 im Suhrkamp Verlag in einer Übersetzung von Annelie Ortmanns-Suzuki (Das Ende der Welt) und Jürgen Stalph (Hard-Boiled Wonderland).

## Inhaltsangabe
Im ersten Erzählstrang (Hard-Boiled Wonderland) arbeitet der Ich-Erzähler als „Kalkulator“ für ein „System“ genanntes, mächtiges Datenschutz-Unternehmen. Dessen Gegenspieler ist die „Fabrik“, deren Äquivalent zu den Kalkulatoren des Systems die „Semioten“ sind. Der Ich-Erzähler erhält von einem geheimnisvollen Wissenschaftler einen Auftrag zur Berechnung von Daten, dabei soll er auch ein nicht erlaubtes Verfahren namens „Shufflen“, anwenden. Die Enkelin des Neurophysiologen bringt ihn über einen gefährlichen Weg in einer phantastischen Höhlenwelt unterhalb Tokios, wo er von den dort lebenden „Schwärzlingen“ bedroht wird, bis zu einem geheimen unterirdischen Labor. Zurück in seiner Wohnung beginnt er mit den Berechnungen – doch es kommt zu Komplikationen. Zusammen mit der Enkelin sucht er in der Höhlenwelt den flüchtenden Wissenschaftler, der ihm nun den Hintergrund des Auftrages erklärt. Der Wissenschaftler sucht nach der perfekten Verschlüsselung und verwendet hierzu in seinem Projekt das Unterbewusstsein (die Seele oder die Identität des Menschen). Er manipulierte in seiner früheren Tätigkeit für das „System“ die Gehirne einiger Kalkulatoren, von denen die meisten danach verstarben. Der Ich-Erzähler ist der Einzige, der überlebt hat. Die Manipulation im Gehirn führt zu Änderungen in der Wirklichkeitswahrnehmung und des Denkens des Ich-Erzählers.
Der zweite Erzählstrang (Das Ende der Welt) handelt von einem ebenfalls namenlosen Erzähler, der zu Beginn der Geschichte ohne weitere Erklärung in einer fremden, zeitlos anmutenden Stadt ankommt. Die in der Stadt lebenden Menschen sind emotionslos, haben keine Zukunftspläne – sie funktionieren. Alles folgt einem vorgegebenen Schema („Wie es sein muss“), so auch die tägliche Wanderung von „Tiere“ genannten Einhörnern von ihrem Schlafplatz außerhalb der Stadt zu den Futterplätzen in der Stadt. Bei der Einreise muss der Erzähler wie auch alle anderen Bewohner vor ihm von seinem Schatten getrennt werden. Dieser existiert anschließend unabhängig von ihm weiter, nach der Trennung verliert er nach und nach die Erinnerungen an sein Leben zuvor und damit auch seine Seele. Obwohl er anfangs verwirrt vor alldem steht, beginnt er, nach und nach diese neue, nüchterne und sinnfreie Welt zu akzeptieren.
Beide Erzählstränge erklären sich nach und nach gegenseitig und stellen sich als eng verflochten heraus.

## Übersetzung
Im japanischen Original benutzt Haruki Murakami für den Erzählstrang in Hard-Boiled Wonderland das eher formelle Pronomen watashi für die Erste Person, während in Das Ende der Welt die intimere Form boku verwendet wird. Sowohl in der englischen als auch in der deutschen Übersetzung wurde diese stilistische Form simuliert, indem die Passagen, die in Das Ende der Welt stehen, im Präsens wiedergegeben werden.
In den neueren Ausgaben wird der Übersetzer von Hard-Boiled Wonderland auf eigenen Wunsch hin nicht mehr namentlich genannt, weil er mit den Änderungen, die durch die Anpassung an die neue Rechtschreibung durchgeführt wurden, nicht einverstanden ist.

## Ausstattung
Das Buch enthält einige grafische Besonderheiten:
- vor dem Text steht eine einfach gezeichnete Karte der Stadt aus dem Romanteil Das Ende der Welt. Diese Karte spielt in diesem Erzählstrang eine Rolle.
- Am Ende des 11. Kapitels wird der Text durch ein kleines, setzerisches Experiment abgeschlossen.
- Im 19. Kapitel ist ein großes, augenscheinlich handgezeichnetes „X“ abgedruckt; es nimmt 10 Zeilen ein.
- In Kapitel 25 veranschaulichen zwei Grafiken die zentralen Punkte im Projekt des Wissenschaftlers, der im Unterbewusstsein des Ich-Erzählers eine zusätzliche Welt implementiert hat. Sie zeigen Inputs, Weichen und einen Output.

## Variante
Die fremdartige Stadt aus dem Erzählstrang Das Ende der Welt ist erneut einer der Hauptschauplätze in Murakamis 2023 veröffentlichtem Roman Die Stadt und ihre ungewisse Mauer.